# Nuttarat Tangwai
Nuttarat Tangwai (ณัฐรัชต์ ตังวาย; nascido em 18 de maio de 1999), conhecido pelo apelido de Noeul (โนอึล) é um ator e cantor tailandês. Ele é mais conhecido por seus papéis em Love in the Air (2022) e The Boy Next World (2025). Ele lança músicas sob o nome artístico de S2.

## Início da vida e educação
Noeul nasceu na Tailândia em 18 de maio de 1999, filho único de um pai tailandês e uma mãe coreana. Mais tarde, mudou-se para a Coreia do Sul para treinar e se tornar um idol de K-pop. Ele é Bacharel em Ciências e Administração de Empresas pela Universidade Yonsei na Coreia do Sul. Foi trainee das gravadoras coreanas SM Entertainment e Pledis Entertainment, mas não estreou.

## Carreira
Em 2022, Noeul foi contratado como artista pela agência de produção e talentos Me Mind Y. Nesse mesmo ano, ele conseguiu o papel principal de Rain na série BL Love in the Air ao lado de Chaikamon Sermsongwittaya (Boss). Em 2023, ele reprisou seu papel como Rain em Wedding Plan.
Em 2025, Noeul estrelou como Phukan/Phu em The Boy Next World.

## Vida pessoal
Noeul fala 4 idiomas tailandês, coreano, inglês e japonês. Ele tem a sua própria marca de roupa "It’s Magenta". Em outubro de 2024, ele assumiu ser bissexual.

## Filmografia

### Televisão
| Ano  | Título             | Personagem | Notas           | Canal            |
| ---- | ------------------ | ---------- | --------------- | ---------------- |
| 2022 | Love in the Air    | Rain       | Papel principal | GMM 25           |
| 2023 | Wedding Plan       | Rain       | Papel convidado | GMM 25, iQIYI    |
| 2024 | Love Sea           | Noeul      | Papel convidado | GMM 25, iQIYI    |
| 2025 | The Boy Next World | Phukan     | Papel principal | Amarin TV, iQIYI |